# الطوايف
الطوَايِف قرية تقع في معتمدية سيدي ثابت بولاية أريانة بالشمال الشرقي التونسي.

### مواضيع ذات علاقة
- معتمدية سيدي ثابت.
- ولاية أريانة.